# Béatrice Chatelier
Pour les articles homonymes, voir Châtelier.
Béatrice Chatelier est une actrice française née le 6 juillet 1951 à Arveyres (Gironde).

## Biographie
Elle tourne en 1969 aux côtés de Jean-Claude Brialy, Sylvie Fennec et Bruno Garcin dans Le Bal du comte d'Orgel de Marc Allégret. Elle interprète une infirmière aux petits soins pour le sémillant centenaire interprété par Michel Serrault dans Le Viager (1971). L'année suivante, elle tient son rôle le plus important dans une autre comédie à succès Les Charlots font l'Espagne (1972). Elle apparaît une dernière fois sur les écrans en 1981 aux côtés de Guy Marchand dans Les Sous-doués en vacances. 
Menant en parallèle une carrière de modèle, elle pose pour quelques magazines de charme, apparaissant notamment dans les pages du numéro d'août 1972 de Lui.
Le 5 juin 1970, à dix-neuf ans, elle devient la quatrième épouse d'Eddie Barclay. Elle se remariera le 7 mars 1981 avec le comédien Guy Marchand.

## Filmographie
- 1968 : Les Gros Malins  (Le Champion du tiercé) de Raymond Leboursier
- 1969 : Le Bal du comte d'Orgel de Marc Allégret : Amina
- 1970 : Mais qui donc m'a fait ce bébé ? de Michel Gérard
- 1971 : Le Viager de Pierre Tchernia : la jolie infirmière
- 1972 : Les Charlots font l'Espagne de Jean Girault : Sublime
- 1978 : Once in Paris... de Frank D. Gilroy : la fille dans la voiture
- 1979 : Le Maître-nageur de Jean-Louis Trintignant
- 1981 : Les Sous-doués en vacances de Claude Zidi : Carole Morelle

## Photographie
- Cavalier (États-unis), décembre 1971
- Lui (France), avril 1972